# Verordnung (EG) Nr. 343/2003 (Dublin II)
Die Verordnung (EG) Nr. 343/2003 des Rates vom 18. Februar 2003 zur Festlegung der Kriterien und Verfahren zur Bestimmung des Unterzeichnerstaates, der für die Prüfung eines von einem Drittstaatsangehörigen in einem Unterzeichnerstaat gestellten Asylantrags zuständig ist, ist eine Verordnung der Europäischen Union, nach der der Mitgliedstaat bestimmt wird, der für die Durchführung eines Asylverfahrens zuständig ist. Die Verordnung wurde im Amtsblatt der Europäischen Gemeinschaften L, Nr. 50 vom 25. Februar 2003 veröffentlicht. Sie trat im März 2003 in Kraft und ersetzte im Rahmen des Gemeinsamen Europäischen Asylsystems das Dubliner Übereinkommen, weshalb sie kurz als Dublin-II-Verordnung bezeichnet wird. Mit Wirkung vom 19. Juli 2013 wurde sie durch Art. 48 Abs. 1 der Dublin-III-Verordnung aufgehoben.

## Geltungsbereich
Bei Erlass der Verordnung wurden Dänemark zunächst gewisse Vorbehalte und Ausnahmebestimmungen eingeräumt, die das Land 2006 jedoch aufgab. Die Dublin-II-Verordnung galt seitdem in allen Mitgliedstaaten. Durch Vertrag haben sich zudem die Nicht-EU-Staaten Norwegen, Island und die Schweiz dem durch die Dublin-II-Verordnung geregelten Asylsystem angeschlossen.

## Inhalt
Die Verordnung regelte, welcher Mitgliedstaat für einen im Geltungsbereich gestellten Asylantrag zuständig war. Asylantrag im Sinne der Verordnung war dabei jedes Ersuchen um internationalen Schutz in einem Mitgliedstaat, das als Schutzersuchen nach den Vorschriften in dem Abkommen über die Rechtsstellung der Flüchtlinge („Genfer Flüchtlingskonvention“) angesehen werden konnte (Art. 2 Buchstabe c Dublin-II-VO).
Mit der Verordnung sollte erreicht werden, dass ein Asylsuchender innerhalb der Mitgliedstaaten nur noch ein Asylverfahren betreiben kann. Die hierfür in der Verordnung festgesetzten Regelungen waren wie folgt:
Vor die materielle (d. h. inhaltliche) Prüfung eines Asylantrags wurde ein Verfahren zur Feststellung des zuständigen Mitgliedstaats gestellt; dieses Verfahren wurde gemeinhin Dublin-Verfahren genannt. Der hierbei ermittelte zuständige Staat war dann auch für weitere Asylanträge der Person zuständig (Art. 4 Abs. 1 Dublin-II-VO).
Welcher Staat für die Durchführung des Asylverfahrens zuständig ist, wurde durch nacheinander zu prüfende Kriterien bestimmt. Die Kriterien zur Bestimmung der Zuständigkeit folgten im Wesentlichen dem Grundgedanken, dass der Mitgliedstaat für die Durchführung des Asylverfahrens zuständig war, der die reguläre Einreise in den Geltungsbereich der Dublin-II-Verordnung ermöglicht hatte. Dies war z. B. der Staat, der dem Asylsuchenden ein Visum oder eine Aufenthaltserlaubnis ausgestellt hatte. Berücksichtigt wurden aber auch humanitäre Gesichtspunkte, die vor allem im Grundsatz der Familieneinheit ihren Niederschlag finden: Reisten etwa Mitglieder einer Familie über verschiedene Wege in den Geltungsbereich der Dublin-II-Verordnung ein, wurden ihre Asylanträge dennoch in einem Staat gemeinsam behandelt.
Konnte mittels der Kriterien kein zuständiger Mitgliedstaat bestimmt werden, so war derjenige Staat zuständig, in dem als erstes ein Asylantrag gestellt wurde (Art. 13 Dublin-II-VO). Ferner war der Staat, in dem ein Antrag gestellt worden war, nach drei Monaten für das Verfahren zuständig, wenn dieser bis dahin nicht ein Ersuchen auf Übernahme durch einen anderen Staat gestellt hatte (Art. 17 Abs. 1 UA 2 Dublin-II-VO). Des Weiteren hatte jeder Mitgliedstaat ein Selbsteintrittsrecht, d. h. konnte sich selbst als zuständig für das Asylverfahren erklären (Art. 3 Abs. 2 Dublin-II-VO).

## Kompetenz der EU und Einbindung in die nationalen Rechtsordnungen
Die Europäische Union kann innerhalb der ihr mittels der EU-Verträge übertragenen Kompetenzen mittels Verordnungen unmittelbar geltendes eigenständiges Recht schaffen. Mittels Bestimmungen zur Übertragung von Hoheitsrechten in den nationalen Verfassungen und den EU-Verträgen ist dieses Recht dann in die nationalen Rechtsordnungen eingebunden und genießt dort Anwendungsvorrang vor jedem nationalen Recht, inklusive Verfassungsrecht. In Deutschland geschieht die Einbindung mittels Art. 23 Abs. 1 Satz 2 des Grundgesetzes.
Die Kompetenz der EU ergab sich aus zunächst aus Art. 63 des Vertrages über die Arbeitsweise der Europäischen Union und nach dem Inkrafttreten des Vertrags von Lissabon im Jahr 2009 aus Art. 78 des Vertrages über die Arbeitsweise der Europäischen Union.
Aufgrund des Anwendungsvorrangs von EU-Verordnungen hatte die Dublin-II-Verordnung wie die aktuelle Dublin-III-Verordnung auch Vorrang vor den grundgesetzlichen Bestimmungen zum Asylrecht in Art. 16a des Grundgesetzes. Insbesondere konnte damit die Drittstaatenregelung in Art. 16a Abs. 2 des Grundgesetzes nicht angewandt werden, wenn eine Person aus einem teilnehmenden Staat einreist.

## Technische Umsetzung
Das technische Rückgrat der Dublin-II-Verordnung wie der aktuellen Dublin-III-Verordnung war und ist die europäische Datenbank EURODAC, die den Asylbehörden bei der Prüfung ihrer Zuständigkeit Anhaltspunkte dafür liefert, ob der betreffende Antragsteller bereits in einem anderen Mitgliedstaat einen Asylantrag gestellt hat und/oder wann und wo er illegal die Außengrenzen des Geltungsbereichs der Verordnung überschritten hat.

## Vergleich mit dem Dubliner Übereinkommen
Das Dubliner Übereinkommen ist ein eigenständiger völkerrechtlicher Vertrag, während die nachfolgende Dublin-II-Verordnung zum EU-Sekundärrecht gehörte, die auf Grundlage der EU-Verträge von der Europäischen Union geschaffen wurde. Dementsprechend war die Dublin-II-Verordnung mittels Art. 23 Abs. 1 Satz 2 des Grundgesetzes und der EU-Verträge in die deutsche Rechtsordnung eingebunden, während für das Dubliner Übereinkommen über ein entsprechendes Gesetz gem. Art. 59 Abs. 2 Satz 1 des Grundgesetzes in die deutsche Rechtsordnung eingebunden wurde. Damit hatte es im Gegensatz zur Dublin-II-Verordnung auch keinen Vorrang vor Verfassungsrecht. Durch Art. 16a Abs. 5 des Grundgesetzes wurde sichergestellt, dass die Drittstaatenregelung in Art. 16a Abs. 2 des Grundgesetzes einer Zuständigkeit für Asylverfahren nach dem Dubliner Übereinkommen nicht entgegensteht.
Die Dublin-II-Verordnung wurde so verfasst, dass das EURODAC-System, das in etwa zeitgleich eingeführt wurde, eine zentrale Rolle im Dublin-Verfahren erhält.

## Aussetzen von Überstellungen

### Entscheidungen deutscher Gerichte und Weisung des Bundesinnenministeriums
Im Jahr 2008 mehrten sich die Berichte, dass Griechenland bei Asylsuchenden systematisch europäische Mindeststandards nicht anwenden würde. Dies bezog sich auf die Zustände in der Unterkunft, teilweise auch auf Haft und fehlenden Zugang zu Asylverfahren. In Folge davon wurden Überstellungen von Deutschland nach Griechenland von einigen Verwaltungsgerichten ausgesetzt. Das Bundesverfassungsgericht untersagte in mehreren Fällen vorläufig die Überstellung nach Griechenland im Rahmen von einstweiligen Anordnungen, die auf Folgenabwägungen beruhten; zur Verfassungsmäßigkeit solcher Überstellungen und damit mittelbar zu systemischen Mängeln des griechischen Asylverfahrens hat es sich nicht geäußert. Zu Hauptsacheentscheidungen kam es nicht mehr, nachdem Bundesinnenminister Thomas de Maizière am 13. Januar 2011 das Bundesamt für Migration und Flüchtlinge angewiesen hatte, für ein Jahr von Überstellungsentscheidungen nach Griechenland abzusehen und über solche Asylanträge im nationalen Verfahren zu entscheiden. Hierfür wurde die Möglichkeit des Selbsteintritts genutzt (Art. 3 Abs. 2 Dublin-II-VO). Die Weisung, von Überstellungsentscheidungen nach Griechenland abzusehen, wurde im Folgenden von Jahr zu Jahr verlängert und war auch unter der Geltung der Dublin-III-Verordnung schließlich bis März 2017 in Kraft.
Nach den Entscheidungen der Verwaltungsgerichte hinsichtlich Überstellungen nach Griechenland hatten Verwaltungsgerichte auch hinsichtlich anderer Mitgliedstaaten Vorbehalte. So setzte im November 2010 erstmals ein Verwaltungsgericht mit der Begründung ungenügender Sozialstandards die Überstellung eines Flüchtlings nach Italien aus, andere Gerichte folgten.

### Entscheidungen europäischer Gerichte und Reaktion der EU-Staaten
Von großer Bedeutung war die sogenannte M.S.S.-Entscheidung der Großen Kammer des Europäischen Gerichtshofs für Menschenrechte vom 21. Januar 2011. Der Beschwerdeführer war ein afghanischer Staatsangehöriger, der über die Türkei irregulär nach Griechenland eingereist war und dort Asyl beantragt hatte. Er war sodann im Zuge des Dublin-Verfahrens nach Griechenland überstellt worden, wo er inhaftiert worden war. Das Gericht sah die folgenden Menschenrechtsverletzungen gegeben: Verletzung von Art. 3 EMRK (Verbot unmenschlicher und erniedrigender Behandlung) durch Griechenland aufgrund der Haft- und Lebensbedingungen; Verletzung von Art. 13 EMRK (Recht auf wirksame Beschwerde) in Verbindung mit Art. 3 EMRK durch Griechenland aufgrund der Mängel des Asylverfahrens in Griechenland mit dem Risiko, ohne ordnungsgemäßes Verfahren direkt oder über die Türkei nach Afghanistan abgeschoben zu werden und der Lage in Afghanistan (Risiko des refoulement); Verletzung von Art. 3 EMRK durch Belgien aufgrund der Überstellung nach Griechenland in Kenntnis der Bedingungen dort; Verletzung von Art. 13 EMRK in Verbindung mit Art. 3 EMRK durch Belgien, weil in Belgien kein wirksamer Rechtsschutz gegen die Überstellung nach Griechenland im Dublin-Verfahren gegeben war.
Im Dezember 2011 fällte der Europäische Gerichtshof im Kontext möglicher Überführungen nach Griechenland ein mit dem Urteil des Europäischen Gerichtshofs für Menschenrechte kompatibles Urteil auf Grundlage von Artikel 4 der Charta der Grundrechte der Europäischen Union, welcher wiederum Artikel 3 der Europäischen Menschenrechtskonvention entspricht. Hierbei wurde der folgende Grundsatz aufgestellt: „Art. 4 der Charta der Grundrechte der Europäischen Union ist dahin auszulegen, dass es den Mitgliedstaaten einschließlich der nationalen Gerichte obliegt, einen Asylbewerber nicht an den ‚zuständigen Mitgliedstaat‘ im Sinne der Verordnung Nr. 343/2003 zu überstellen, wenn ihnen nicht unbekannt sein kann, dass die systemischen Mängel des Asylverfahrens und der Aufnahmebedingungen für Asylbewerber in diesem Mitgliedstaat ernsthafte und durch Tatsachen bestätigte Gründe für die Annahme darstellen, dass der Antragsteller tatsächlich Gefahr läuft, einer unmenschlichen oder erniedrigenden Behandlung im Sinne dieser Bestimmung ausgesetzt zu werden.“
Noch im Jahr 2011 setzten sodann auch die anderen Mitgliedstaaten der Europäischen Union Überstellungen nach Griechenland im Rahmen des Dublin-Verfahrens bis mindestens Ende 2016 aus.
War eine Überstellung in den zuständigen Staat wegen festgestellter systemischer Mängel im Asylsystem nicht möglich, hatte der Aufenthaltsstaat die Prüfung durchzuführen, ob ggf. ein anderer Mitgliedstaat nach den Kriterien der Art. 5 ff. Dublin-II-Verordnung in Betracht kam und dorthin eine Überstellung vorzunehmen. Schied diese Möglichkeit aus, war er für die Durchführung des Asylverfahrens zuständig. Eine Verpflichtung, in dem Fall der Nichtüberstellbarkeit an den zuständigen Staat unmittelbar von der Möglichkeit des Selbsteintritts nach Art. 3 Abs. 2 Dublin-II-Verordnung Gebrauch zu machen, bestand nach Auffassung der EuGH nicht. Die Nachfolgeregelung des Art. 3 Abs. 2 Unterabs. 2 und 3 Dublin-III-Verordnung hat die Rechtsprechung des EuGH übernommen.